# Mark Taubert
Mark Taubert (Seeheim-Jugenheim, 1975) è un medico tedesco specializzato in cure palliative, nonché professore di medicina all'Università di Cardiff.
Ha dato un contributo significativo allo sviluppo del suo campo ed è riconosciuto a livello internazionale
Ha fondato Talk CPR, una campagna internazionale che affronta il tema delle direttive anticipate, ad esempio quando si discute dei rischi e delle percentuali di successo della rianimazione cardiopolmonare in ambito palliativo. È presidente nazionale dell'Advance & Future Care Strategy Group per l'esecutivo dell'NHS Wales .

## Il lavoro mediatico
Taubert ha pubblicatio diversi articoli sulle cure palliative su giornali internazionali come il The Guardian e il The Washington Post Le sue risorse Talk CPR sono state visualizzate più di un milione di volte in tutto il mondo, è stato intervistato e ha parlato dell'argomento in programmi come BBC News.

## Lettera aperta a David Bowie
Nel anno 2016 ha pubblicato una lettera di ringraziamento a David Bowie in seguito alla morte del cantate, facendo riferimento all'ultimo album Blackstar. La lettera è stata pubblicata prima sul British Medical Journal e poi sull' giornali britannico Independent. Successivamente è stato condiviso dal figlio di Bowie, Duncan Jones . È stato condiviso nelle notizie di tutto il mondo. Successivamente è stata eseguita in occasione di eventi pubblici da attori come Benedict Cumberbatch e il cantante Jarvis Cocker. La lettera affronta argomenti come le cure palliative e la pianificazione della fine della vita. La storia di Bowie è diventata un modo per comunicare aspetti importanti della vita e della morte ai pazienti sottoposti a cure palliative.